# Pyramid
Pyramid is een album van The Alan Parsons Project uit 1978. Het album is opgenomen tussen september 1977 en februari 1978. In 1984 verscheen het op cd.
In de tijd dat het album uitkwam, was er in de Verenigde Staten en het Verenigd Koninkrijk veel interesse in zogenaamde 'piramide-krachten'. Het album verwijst naar vele antieke wonderen, waaronder de Egyptische piramides. Dit komt vooral tot uiting in de nummers What goes up en Pyramania.